# FIBA Suproleague 2000/01
Die Saison 2000/01 war die einzige Spielzeit der von der FIBA Europa ausgetragenen Suproleague.
In der Basketballsaison 2000/01 gab es die Besonderheit, dass ULEB und FIBA jeweils einen Wettbewerb für die besten europäischen Vereinsmannschaften austrugen. Parallel zur Suproleague lief die EuroLeague. Aus diesem Grund gab es in dieser Spielzeit zwei kontinentale Champions. Nach der Saison einigten sich die beiden Verbände darauf, dass künftig die Euroleague der alleinige Wettbewerb für Europas beste Teams sein wird. Die Suproleague wurde eingestellt.
Während die Suproleague von Maccabi Tel Aviv aus Israel gewonnen wurde, triumphierte in der Euroleague Virtus Bologna aus Italien.

## Modus
An der Endrunde nahmen 20 Mannschaften teil. Dies waren die Meister und Vizemeister diverser europäischer Ligen. Es wurden zwei Gruppen à 10 Teams gebildet. Die besten acht jeder Gruppe erreichten das Achtelfinale. Die Sieger der Spielpaarungen im Achtelfinale und im Viertelfinale wurden durch eine "best-of-three"-Serie ermittelt. Im Final Four entschied jeweils ein Spiel.

## Hauptrunde

### Gruppe A
| Team                      | Sp | S  | N  | P+   | P-   |
| ------------------------- | -- | -- | -- | ---- | ---- |
| 01. Panathinaikos Athen   | 18 | 13 | 5  | 1477 | 1364 |
| 02. ZSKA Moskau           | 18 | 12 | 6  | 1429 | 1376 |
| 03. KK Croatia Split      | 18 | 12 | 6  | 1363 | 1335 |
| 04. Fenerbahce Ülker      | 18 | 11 | 7  | 1481 | 1419 |
| 05. ALBA Berlin           | 18 | 9  | 9  | 1439 | 1408 |
| 06. ASVEL Lyon            | 18 | 9  | 9  | 1413 | 1400 |
| 07. KK Lietuvos Rytas     | 18 | 7  | 11 | 1522 | 1536 |
| 08. WKS Śląsk Wrocław     | 18 | 7  | 11 | 1432 | 1446 |
| 09. Montepaschi Siena     | 18 | 6  | 12 | 1406 | 1495 |
| 10. Maccabi Ness Ra‘anana | 18 | 4  | 14 | 1294 | 1477 |

|                     | Athen | Moskau      | Split | Istanbul | Berlin | Lyon  | Rytas  | Wrocław     | Siena       | Ra‘anana |
| ------------------- | ----- | ----------- | ----- | -------- | ------ | ----- | ------ | ----------- | ----------- | -------- |
| Panathinaikos Athen | *     | 89:81       | 64:60 | 84:77    | 92:75  | 86:82 | 104:83 | 85:79       | 99:95       | 83:61    |
| ZSKA Moskau         | 69:57 | *           | 66:57 | 83:88    | 89:86  | 83:91 | 88:82  | 72:65       | 85:78 n. V. | 69:68    |
| Croatia Split       | 68:59 | 75:72       | *     | 76:70    | 77:73  | 84:78 | 83:80  | 83:88 n. V. | 81:61       | 76:65    |
| Fenerbahce          | 87:79 | 93:91       | 80:69 | *        | 90:84  | 78:65 | 83:99  | 92:88       | 68:73       | 102:71   |
| ALBA Berlin         | 79:71 | 80:77 n. V. | 73:79 | 75:78    | *      | 74:68 | 95:70  | 86:78 n. V. | 79:80 n. V. | 77:68    |
| ASVEL Lyon          | 86:92 | 72:80       | 88:78 | 66:71    | 74:71  | *     | 87:69  | 74:70       | 86:87       | 93:71    |
| Lietuvos Rytas      | 87:78 | 84:88       | 93:77 | 79:97    | 71:80  | 80:81 | *      | 91:101      | 92:93       | 91:69    |
| Śląsk Wrocław       | 62:76 | 69:84       | 72:75 | 79:69    | 76:85  | 89:79 | 74:92  | *           | 82:72       | 95:68    |
| Montepaschi         | 65:97 | 76:78       | 76:81 | 76:87    | 93:83  | 67:70 | 87:91  | 74:83       | *           | 82:67    |
| Maccabi Ness        | 68:82 | 66:74       | 77:84 | 77:76    | 77:84  | 75:68 | 71:88  | 89:82 n. V. | 86:71       | *        |

### Gruppe B
| Team                            | Sp | S  | N  | P+   | P-   |
| ------------------------------- | -- | -- | -- | ---- | ---- |
| 01. Maccabi Tel Aviv            | 18 | 15 | 3  | 1616 | 1343 |
| 02. Efes Pilsen Istanbul        | 18 | 13 | 5  | 1478 | 1386 |
| 03. KK Partizan Belgrad         | 18 | 11 | 7  | 1492 | 1517 |
| 04. Iraklis BC                  | 18 | 10 | 8  | 1494 | 1504 |
| 05. Scavolini Victoria Libertas | 18 | 9  | 9  | 1594 | 1518 |
| 06. EB Pau-Orthez               | 18 | 9  | 9  | 1486 | 1432 |
| 07. BC Telindus Oostende        | 18 | 8  | 10 | 1478 | 1544 |
| 08. KK Krka                     | 18 | 7  | 11 | 1401 | 1487 |
| 09. Bayer 04 Leverkusen         | 18 | 6  | 12 | 1559 | 1624 |
| 10. Plannja Basket              | 18 | 2  | 16 | 1394 | 1637 |

|                             | Tel Aviv     | Istanbul | Belgrad | Iraklis       | Victoria      | Pau-Orthez | Oostende | Krka   | Leverkusen | Plannja |
| --------------------------- | ------------ | -------- | ------- | ------------- | ------------- | ---------- | -------- | ------ | ---------- | ------- |
| Maccabi Tel Aviv            | *            | 69:59    | 89:53   | 95:71         | 80:78         | 91:67      | 96:79    | 83:67  | 100:67     | 95:69   |
| Efes Pilsen Istanbul        | 72:66        | *        | 93:82   | 88:65         | 96:92         | 88:76      | 89:80    | 84:70  | 97:88      | 104:75  |
| KK Partizan Belgrad         | 73:95        | 79:68    | *       | 93:81         | 76:73         | 75:69      | 89:80    | 77:67  | 108:99     | 99:88   |
| Iraklis BC                  | 92:85        | 72:87    | 91:76   | *             | 92:85         | 86:82      | 74:62    | 73:80  | 98:87      | 89:74   |
| Scavolini Victoria Libertas | 81:85        | 82:80    | 84:93   | 90:70         | *             | 102:89     | 118:97   | 90:68  | 107:89     | 91:78   |
| EB Pau-Orthez               | 80:93        | 94:73    | 92:81   | 76:74         | 84:76         | *          | 92:95    | 100:75 | 79:80      | 86:59   |
| BC Telindus                 | 80:94        | 79:65    | 94:88   | 83:77         | 83:78         | 61:89      | *        | 63:72  | 88:85      | 99:88   |
| KK Krka                     | 89:87 n. V.  | 64:72    | 78:79   | 65:85         | 102:100 n. V. | 73:77      | 80:78    | *      | 92:73      | 97:92   |
| Bayer 04 Leverkusen         | 98:100 n. V. | 69:71    | 95:81   | 106:110 n. V. | 78:82         | 88:79      | 82:90    | 102:94 | *          | 89:72   |
| Plannja Basket              | 68:113       | 84:92    | 81:90   | 90:94         | 78:85         | 62:75      | 88:87    | 72:68  | 76:84      | *       |

## Achtelfinale
|                      | Serie |                             | Spiel 1 | Spiel 2 | Spiel 3 |
| -------------------- | ----- | --------------------------- | ------- | ------- | ------- |
| Panathinaikos Athen  | 2:0   | KK Krka                     | 82:65   | 86:79   |         |
| ZSKA Moskau          | 2:0   | Telindus Oostende           | 94:76   | 77:70   |         |
| Efes Pilsen Istanbul | 2:1   | KK Lietuvos Rytas           | 89:78   | 69:73   | 86:67   |
| Maccabi Tel Aviv     | 2:0   | WKS Śląsk Wrocław           | 81:75   | 85:62   |         |
| Fenerbahce Ülker     | 1:2   | Scavolini Victoria Libertas | 91:81   | 83:96   | 85:88   |
| KK Croatia Split     | 2:0   | EB Pau-Orthez               | 79:78   | 85:83   |         |
| KK Partizan Belgrad  | 1:2   | ASVEL Lyon                  | 80:73   | 76:94   | 62:73   |
| Iraklis BC           | 1:2   | ALBA Berlin                 | 78:67   | 77:88   | 75:86   |

## Viertelfinale
|                      | Serie |                             | Spiel 1 | Spiel 2 | Spiel 3 |
| -------------------- | ----- | --------------------------- | ------- | ------- | ------- |
| Panathinaikos Athen  | 2:0   | ALBA Berlin                 | 87:77   | 71:69   |         |
| ZSKA Moskau          | 2:0   | ASVEL Lyon                  | 78:63   | 82:76   |         |
| Efes Pilsen Istanbul | 2:1   | KK Croatia Split            | 95:69   | 64:72   | 82:59   |
| Maccabi Tel Aviv     | 2:0   | Scavolini Victoria Libertas | 80:69   | 84:77   |         |

## Final Four
Das Final Four wurde in Paris ausgetragen.

### Halbfinale
|                     | Ergebnis |                      |
| ------------------- | -------- | -------------------- |
| Panathinaikos Athen | 74:66    | Efes Pilsen Istanbul |
| Maccabi Tel Aviv    | 86:80    | ZSKA Moskau          |

### Spiel um Platz 3
|                      | Ergebnis |             |
| -------------------- | -------- | ----------- |
| Efes Pilsen Istanbul | 91:85    | ZSKA Moskau |

### Finale
|                  | Ergebnis |                     |
| ---------------- | -------- | ------------------- |
| Maccabi Tel Aviv | 81:67    | Panathinaikos Athen |

## Auszeichnungen

### Regular Season MVP

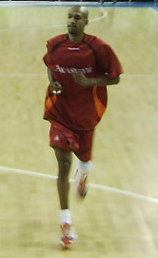
Final-MVP: Ariel McDonald

- Nate Huffman (Maccabi Tel Aviv)

### Final-MVP
- Ariel McDonald (Maccabi Tel Aviv)

### Final-Four-Team
- / Ariel McDonald (Maccabi Tel Aviv)
- Anthony Parker (Maccabi Tel Aviv)
- Dejan Bodiroga (Panathinaikos Athen)
- Andrei Kirilenko (ZSKA Moskau)
- Nate Huffman (Maccabi Tel Aviv)